# 阿得博乡
阿得博乡（彝文：ꀍꄓꀨꑦ），是中华人民共和国云南省红河哈尼族彝族自治州金平苗族瑶族傣族自治县下辖的一个乡镇级行政单位。

## 行政区划
阿得博乡下辖以下地区：
阿得博村、高兴寨村、水源村和箐口村。